# Holsbeek
Holsbeek è un comune belga di 9 395 abitanti nelle Fiandre (Brabante Fiammingo).